# Lucian Maisel
Lucian Maisel (* 22. Dezember 1994) ist ein US-amerikanischer Schauspieler.

## Leben
Maisel ist der Sohn des preisgekrönten Pressefotografen Todd Maisel, der vor allem durch seine Fotos von den Terroranschlägen am 11. September 2001 auf das World Trade Center weltweite Bekanntheit erlangte.
Bereits im Kindergartenalter sammelte Maisel erste Erfahrungen im Schauspiel und trat mit anderen Kindern in kleinen Stücken auf. Den ersten nennenswerten Auftritt in Film und Fernsehen hatte er im Jahr 2004 im Kurzfilm Hoodwink, gefolgt von einem Einsatz in einer Episode von Law & Order: Special Victims Unit. 2006 hatte er schließlich eine wesentliche Rolle im Film Dein Ex – Mein Albtraum inne und war auch in den folgenden Jahren nicht minder erfolgreich unterwegs. So übernahm er im preisgekrönten Film Summerhood, bei dem er unter anderem sogar alleine auf dem Film-Cover bzw. dem Plakat zu sehen ist, eine nicht unwesentliche Rolle. Nachdem er 2008 im preisgekrönten Horrorfilm Home Movie zu sehen war, erhielt er im gleichen Jahr eine weitere wesentliche Nebenrolle, als er als Enkelsohn von Robert De Niro in Everybody’s Fine zu sehen war. Außerdem war er im Jahr 2009 in einer Folge von Cupid zu sehen. 2010 folgte eine Rolle im Film Beware the Gonzo, gefolgt von einer weiteren Rolle in The Orphan Killer im Jahr 2011.

## Filmografie
- 2004: Hoodwink
- 2005: Law & Order: Special Victims Unit (Fernsehserie, 1 Folge)
- 2006: Dein Ex – Mein Albtraum (Fast Track bzw. The Ex)
- 2008: Summerhood
- 2008: Home Movie
- 2009: Cupid (Fernsehserie, 1 Folge)
- 2009: Everybody’s Fine
- 2010: Beware the Gonzo
- 2011: The Orphan Killer